# ذهابا وإيابا (مسلسل)
ذهابا وايابا ((بالإنجليزية: Home and Away)) هو مسلسل للتلفزيون الأسترالي التي بثت على سبعة الشبكة منذ 17 يناير 1988.

## وصلات خارجية
- ذهابا وإيابا على موقع IMDb (الإنجليزية)
- ذهابا وإيابا على موقع ميتاكريتيك (الإنجليزية)
- ذهابا وإيابا على موقع روتن توميتوز (الإنجليزية)
- ذهابا وإيابا على موقع كينوبويسك (الروسية)
- ذهابا وإيابا على موقع ألو سيني (الفرنسية)
- ذهابا وإيابا على موقع قاعدة بيانات الفيلم (الإنجليزية)
- الموقع الإلكتروني